# Ducato di Puglia e Calabria
Il ducato di Puglia e Calabria fu una signoria normanna costituitasi nell'XI secolo in buona parte dell'Italia meridionale.
La denominazione ufficiale del dominio era (in latino medievale) Ducatus Apuliae et Calabriae, il cui significato originario doveva però corrispondere a "Ducati di Puglia e Calabria"; in effetti gli scrittori medievali citano sempre separatamente i due ducati (anche se soggetti a un unico duca). Tuttavia, poiché il termine latino Ducatus è intrinsecamente ambiguo (può infatti significare sia "Ducato" che "Ducati"), nella moderna storiografia è infine prevalsa la forma singolare, benché alcuni saggisti preferiscano comunque l'utilizzo dell'originaria forma plurale.

## Generalità
Il feudo sorse dall'unione di due precedenti entità: il ducato di Puglia, creato nel 1015-1016 dall'imperatore Enrico II il Santo con la nomina a duca del nobile Melo da Bari (il quale fu il primo e unico duca di Puglia fino alla sua morte avvenuta nel 1020), e il più antico ducato di Calabria, il cui unico duca conosciuto fu Azzo di Spoleto (969–983 circa).
Fin dal 1043 il principe di Salerno Guaimario V era stato acclamato duca di Puglia e di Calabria da un gruppo di conti normanni; tuttavia la legittimità di tale titolo –in quanto non ufficialmente riconosciuto da alcun potere universale– appariva giuridicamente dubbia. In effetti nel 1047 l'imperatore Enrico III intervenne per avocare a sé il titolo ducale.
Nel 1059 papa Niccolò II assegnò formalmente il titolo ducale al conte di Puglia e Calabria Roberto d'Altavilla. In realtà anche stavolta il titolo era stato inizialmente concepito per comprendere soltanto i due territori della Puglia e della Calabria (separati l'uno dall'altro proprio dal principato di Salerno) occupati dai Bizantini ma apertamente rivendicati dalla Chiesa romana dopo che essi avevano consumato il grande scisma; tuttavia i duchi normanni, grazie ad eccellenti capacità militari, politiche e matrimoniali, nel volgere di pochi decenni riuscirono ad appropriarsi anche dell'intero principato di Salerno oltre che di una parte del principato di Benevento, fino a creare un unico grande dominio esteso su tutta quella parte dell'Italia meridionale situata a est del ducato di Napoli (destinato anch'esso, peraltro, a cadere in mano normanna entro il secolo successivo).

## Storia

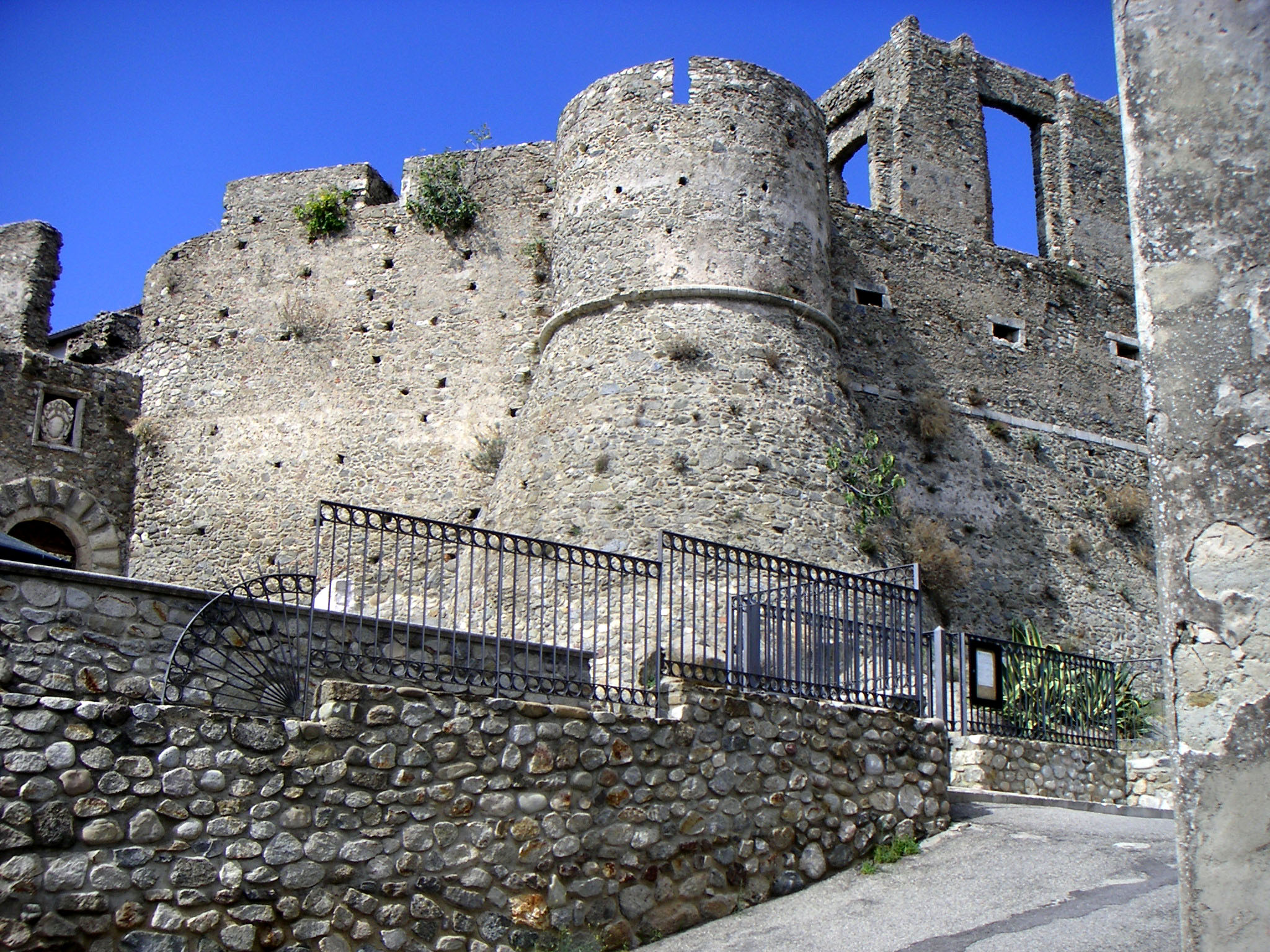
Castello di Squillace creato da Guaimario IV per dominare la Calabria meridionale.

Nel 1043 gli Altavilla, conti di Puglia e di Calabria, dopo essersi dichiarati indipendenti dall'impero bizantino, riconobbero la loro sottomissione al principe di Salerno Guaimario IV, il quale fu così proclamato duca.
Questi nel 1044 creó un forte a Squillace per dominare il territorio dell'Aspromonte popolata da grecofoni; inoltre, grazie ai rapporti di parentela con papa Benedetto IX, riuscì in una prima fase a gestire il vasto ducato senza eccessive difficoltà, ma nel 1047 l'imperatore Enrico III giunse in Italia per rivendicare i propri diritti feudali privando così Guaimario del titolo ducale.

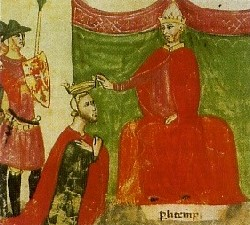
Papa Niccolò II, durante il primo Concilio di Melfi, nomina Roberto il Guiscardo duca di Puglia e Calabria.

In occasione del primo concilio di Melfi, il pontefice Niccolò II nominò Roberto il Guiscardo duca di Puglia e Calabria mediante accordi presi con il trattato di Melfi e perfezionati poi con il concordato di Melfi. Ma nel 1077, a seguito della vittoriosa conquista di Salerno (già sede del ducato ai tempi di Guaimario), tale città fu prescelta dai Normanni quale capitale del ducato in luogo di Melfi.
Alla morte di Roberto il Guiscardo, nel 1085, gli succederà il figlio Ruggero Borsa che manterrà il titolo fino alla sua morte avvenuta nel 1111. Suo figlio Guglielmo morirà nel 1127 senza lasciare eredi.
Nel 1130 Ruggero II unì il ducato di Puglia e Calabria al principato di Capua e alla contea di Sicilia per dar vita al regno di Sicilia; tuttavia il ducato e il principato, benché privati di ogni autonomia, non furono formalmente soppressi. A seguito della promulgazione delle assise di Ariano (1140-1142) il ducato di Puglia e Calabria fu infine scisso nelle sue due componenti essenziali, poiché soltanto il ducato di Puglia mantenne (almeno nominalmente) una propria identità con la sua sede salernitana, mentre il ducato di Calabria (a sud del fiume Sinni) fu del tutto esautorato e assoggettato direttamente alla corona di Sicilia. In occasione delle stesse assise il sovrano provvide inoltre a suddividere entrambi i territori in giustizierati; col passare del tempo sarebbero stati proprio questi ultimi ad acquisire man mano maggiore rilevanza, mentre i titoli di "duca di Puglia" e "duca di Calabria" finirono col perdere progressivamente importanza fino a divenire puramente onorifici.

## Il titolo ducale nei regni di Sicilia, di Napoli e d'Italia
Ai re normanni di Sicilia (o ai loro diretti successori) spettava di diritto il titolo di duca di Puglia e principe di Capua; l'ultimo sovrano normanno (per eredità materna) Federico II di Svevia utilizzava nelle donazioni il titolo di duca di Puglia subito dopo quello di imperatore dei romani e principe di Capua.
Il titolo di conte di Puglia e duca di Puglia (o delle Puglie) fu poi assegnato a discrezione dei re angioini e aragonesi del regno di Napoli; tuttavia nel corso del XVIII secolo tale uso cessò definitivamente per volontà di re Carlo di Borbone, il quale era preoccupato per le rivendicazioni dei calabresi che pretendevano pari dignità per il titolo di duca di Calabria (all'uopo tale ultimo titolo, benché ripristinato da non molto tempo, fu parimenti soppresso).
Dopo il Risorgimento italiano la Casa Savoia riservò il titolo di duca delle Puglie ai discendenti del ramo Savoia-Aosta. Attualmente a portare il titolo di duca delle Puglie è Aimone di Savoia-Aosta. Ad ogni modo il ducato, analogamente a tutti i titoli nobiliari, non è ufficialmente riconosciuto dal 1º gennaio 1948, come disposto dalla Costituzione della Repubblica.